# اشباح (فیلم ۱۳۶۰)
اشباح نام یک فیلم ایرانی به کارگردانی رضا میرلوحی و محصول سال ۱۳۶۰ می‌باشد.

## خلاصه داستان
دو مأمور ساواک با نام‌های مستعار دکتر و گروهبان پس از انقلاب برای خروج از کشور با گذرنامه جعلی به کلبه‌ای در جنگل می‌گریزند ولی انتظار زیاد سبب بالا گرفتن اختلاف بین این دو شده و یکدیگر را در جریان نزاعی از پای درمی‌آورند.

## نقد و بررسی
ماهنامه فیلم در شماره سوم خود در نقد فیلم می‌نویسد، "... هرچند که فیلم می‌کوشد با فاصله گذاریها، از فلاش بک تصویری خودداری کند (و این فلاش بک یکی از وسوسه هاییست که میرلوحی یه‌خوبی در برابرش مقاومت کرده) اما در فیلم، مرزی میان توهم و واقعیت وجود ندارد…
... آن بازگشت به گذشته‌های گفتاری در فیلم، سبب می‌شود که مایه اصلی مورد نظر فیلمساز (گرگهای گرسنه ای که یکدیگر را می درند) رنگ ببازد…
نکته دیگر تیپ خاص و بازی همیشگی فخیم زاده است. در اشباح نیز طبق سنت فیلمهای پس از انقلاب، شکنجه گر ساواک قیافه کج و کوله و کریهی دارد. میرلوحی هم موضوع را غلیظ تر کرده و با درست کردن سبیل و موهای فخیم زاده به آن شکل زننده، قضیه را شدت بخشیده‌است…
... در کل، به رغم تسلط نسبی میرلوحی بر دوربین و مونتاژ خوب فیلم، اشباح فیلم ناموفقی است و ناگفته نماند که میرلوحی به وسوسه دیگری نیز جز یکی دوبار، تن نداده‌است و آن مونتاژ خاصی است که او در چند فیلم شاپور قریب و فیلمهای خودش فراوان استفاده کرده‌است (سه بار تکرار شدن یک نما به‌طور پیاپی در صحنه‌های پر حرکت). در مقابل، او در برخی از فصل‌های فیلم از مونتاژ مقطعی استفاده کرده که حاصل خوبی داشته‌است".